# Sclerotesta

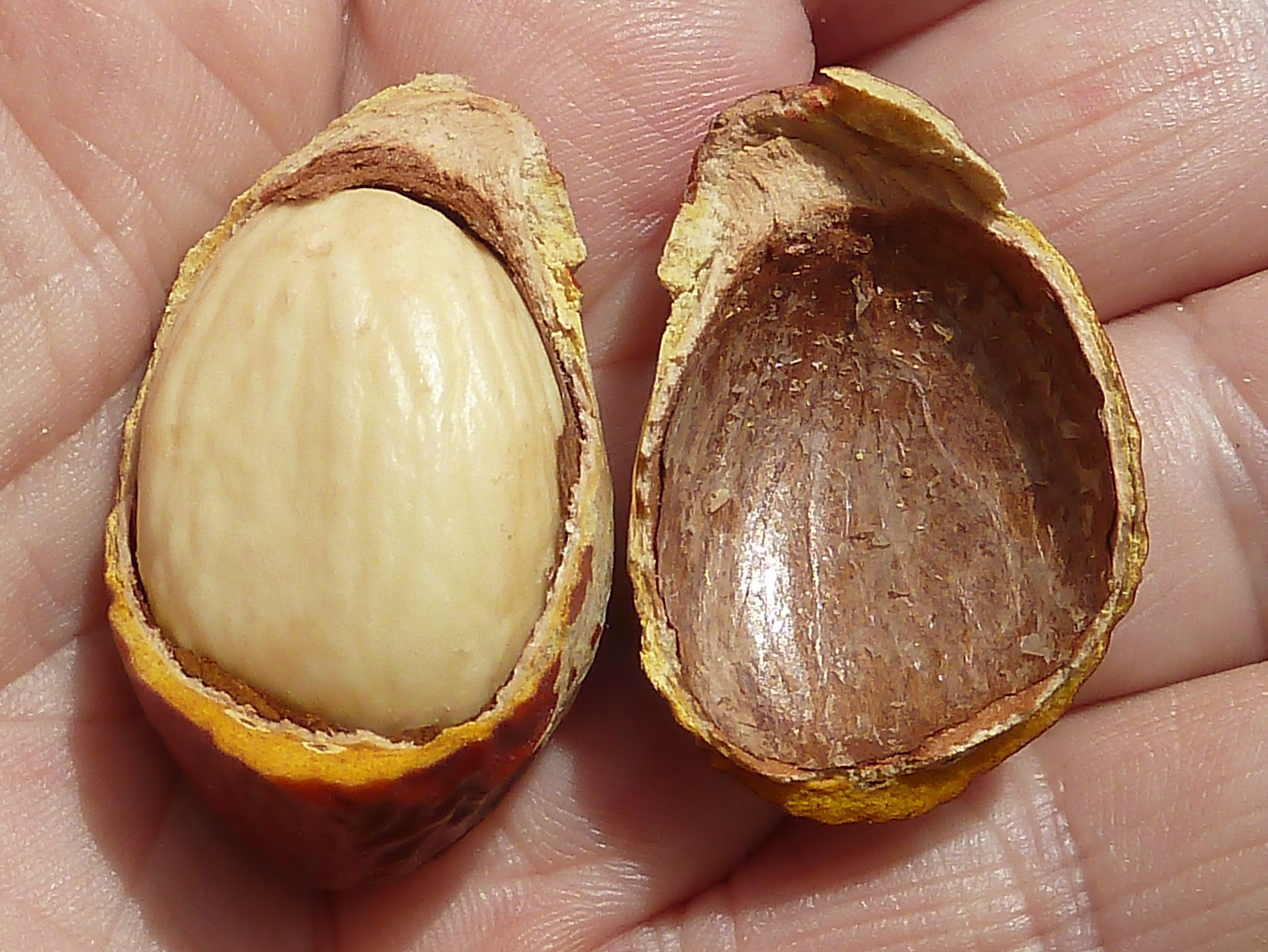
Cycas revoluta aperta con la testa a tre strati: la sarcotesta esterna di colore rossiccio, la sclerotesta nel mezzo indurita e l'endotesta interna fibrosa. Coltivazione ornamentale in provincia di Alicante (Spagna).

La sclerotesta è una parte dura e legnosa del tegumento di alcune tipologie di semi (per esempio quelli del Ginkgo). È circondata da una parte molle detta sarcotesta.
Il 142º volume del Botanical Journal of the Linnean Society riporta di aver riscontrato, tramite osservazioni scientifiche basate su 101 specie, che la sclerotesta è stabile nel genere delle piante Magnoliaceae. Grazie a questi particolari tratti, includendo anche la dimensione dei semi, la forma e le caratteristiche della superficie esterna, si è stati in grado di stabilire varie fra le specie delle Magnoliaceae.